# Achrik Tsveiba
Achrik Sokratovitsj Tsveiba (Georgisch: ახრიკ ცვეიბა; Russisch: Ахрик Сократович Цвейба; 10 september 1966, Goedaoeta) is een Russisch voetballer van Georgische afkomst. Hij begon zijn carrière in 1983 bij Dinamo Soechoemi. Tsveiba stopte in 2002 met voetballen.
1 Dasajev  ·
2 Bezsonov ·
3 Chidijatoellin ·
4 Koeznetsov ·
5 Demjanenko ·
6 Rats ·
7 Alejnikaw ·
8 Lytovtsjenko ·
9 Zavarov ·
10 Protasov ·
11 Dobrovolski ·
12 Borodjoek ·
13 Tsveiba ·
14 Ljoetyj ·
15 Jaremtsjoek ·
16 Tsjanov ·
17 Zygmantovitsj ·
18 Sjalimov ·
19 Fokin ·
20 Gorloekovitsj ·
21 Brosjin ·
22 Oevarov ·
Coach: Lobanovskyj
1 Charin ·
2 Tsjernisjov ·
3 Tschadadze ·
4 Tsveiba ·
5 Oleh Koeznetsov ·
6 Sjalimov ·
7 Mychajlytsjenko  ·
8 Kantsjelskis ·
9 Alejnikaw ·
10 Dobrovolski ·
11 Joeran ·
12 Tsjertsjesov ·
13 Kirjakov ·
14 Ljoetyj ·
15 Kolyvanov ·
16 Dmitri Koeznetsov ·
17 Kornejev ·
18 Onopko ·
19 Ljedjachov ·
20 Ivanov ·
Coach: Bysjovets